# Ираймбиланья
Ираймбиланья (малаг. Iraimbilanja) — разменная денежная единица на Мадагаскаре, равняется 1⁄5 ариари.
Номинал в ираймбиланья начал указываться на монетах в малагасийских франках в 1965 году. Законом от 10 июня 1994 года было установлено, что название «ираймбиланья» может употребляться наравне с официальным названием валюты Мадагаскара — «малагасийский франк».
Законом от 7 июля 2003 года, которым в качестве денежной единицы был установлен ариари, предусмотрено, что допускается употребление двух названий разменной денежной единицы, составляющей 1⁄5 ариари — «малагасийский франк» (фр. Franc malgache) и «ираймбиланья».
Монеты в 1 и 2 франка, выпускавшиеся с 1965 года, являются законным платёжным средством в качестве монет в 1 и 2 ираймбиланья.
Ираймбиланья не имеет собственного символа. В соответствии с инструкцией Центрального банка Мадагаскара от 12 марта 2004 года сумма в ираймбиланья обозначается в ариари десятичной дробью, двумя знаками после запятой, с округлением итоговой суммы до 0,20 (1 ираймбиланья = 0,20 Ar).
| Аверс               | Реверс              | Номинал              | Диаметр, мм | Толщина, мм | Масса, г | Металл | Гурт    | Годы чеканки                                                        | Монетный двор           |
| ------------------- | ------------------- | -------------------- | ----------- | ----------- | -------- | ------ | ------- | ------------------------------------------------------------------- | ----------------------- |
| Внешнее изображение |                     | 1 франк ираймбиланья |             |             | 2,4      | Сталь  | гладкий | 1965, 1966, 1970, 1974—1977, 1979—1983, 1986—1989, 1991, 1993, 2002 | Парижский монетный двор |
| Внешнее изображение | Внешнее изображение | 2 франка             |             |             | 3,4      | Сталь  | гладкий | 1965, 1970, 1974—1977, 1979—1984, 1986—1989                         | Парижский монетный двор |